# Tiger (Georgia)
Tiger è un comune degli Stati Uniti d'America, situato nello Stato della Georgia, nella Contea di Rabun.